# San Diego Film Critics Society Award per la migliore attrice non protagonista

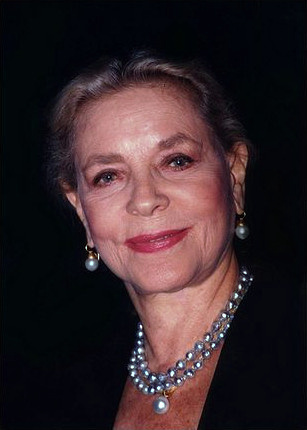
Lauren Bacall è stata la prima vincitrice del premio nel 1996 per la sua interpretazione in L'amore ha due facce

Il San Diego Film Critics Society Award per la migliore attrice non protagonista (San Diego Film Critics Society Award for Best Supporting Actress) è un premio assegnato nell'ambito del San Diego Film Critics Society Awards dal 1996 alla migliore attrice non protagonista in una pellicola cinematografica.

## Vincitori e candidati
I vincitori sono indicati in grassetto, a seguire gli altri candidati.

### Anni 1990-1999
- 1996 - Lauren Bacall – L'amore ha due facce (The Mirror Has Two Faces)
- 1997 - Jurnee Smollett-Bell – La baia di Eva (Eve's Bayou)
- 1998 - Kathy Bates – I colori della vittoria (Primary Colors)
- 1999 - Thora Birch – American Beauty
  - Angelina Jolie – Ragazze interrotte (Girl, Interrupted)

### Anni 2000-2009
- 2000 - Frances McDormand – Quasi famosi (Almost Famous)
  - Judi Dench – Chocolat
- 2001 - Naomi Watts – Mulholland Drive
  - Maggie Smith – Gosford Park
- 2002 - Michelle Pfeiffer – White Oleander
  - Kathy Bates – A proposito di Schmidt (About Schmidt)
- 2003 - Renée Zellweger – Ritorno a Cold Mountain (Cold Mountain)
- 2004 - Natalie Portman – Closer
- 2005 - Rachel Weisz – The Constant Gardener - La cospirazione (The Constant Gardener)
- 2006 - Lili Taylor – Factotum
- 2007 - Amy Ryan – Gone Baby Gone
  - Cate Blanchett – Io non sono qui (I'm Not There)
- 2008 - Marisa Tomei - The Wrestler
- 2009 - Samantha Morton – Oltre le regole - The Messenger (The Messenger)
  - Vera Farmiga – Tra le nuvole (Up in the Air)
  - Anna Kendrick – Tra le nuvole (Up in the Air)
  - Mélanie Laurent – Bastardi senza gloria (Inglourious Basterds)
  - Mo'Nique – Precious

### Anni 2010-2019
- 2010 - Lesley Manville – Another Year
  - Dale Dickey – Un gelido inverno (Winter's Bone)
  - Melissa Leo – The Fighter
  - Blake Lively – The Town
  - Jacki Weaver – Animal Kingdom
- 2011 - Shailene Woodley – Paradiso amaro (The Descendants)
  - Bérénice Bejo – The Artist
  - Jessica Chastain – The Help
  - Mélanie Laurent – Beginners
  - Carey Mulligan – Shame
- 2012 - Emma Watson – Noi siamo infinito (The Perks of Being a Wallflower)
  - Amy Adams – The Master
  - Samantha Barks – Les Misérables
  - Anne Hathaway – Les Misérables
  - Rebel Wilson – Voices
- 2013 - Shailene Woodley – The Spectacular Now
  - Elizabeth Banks – Hunger Games: La ragazza di fuoco (The Hunger Games: Catching Fire)
  - Jennifer Lawrence – American Hustle
  - Lupita Nyong'o – 12 anni schiavo (12 Years a Slave)
  - Sally Hawkins – Blue Jasmine
- 2014 - Rene Russo - Lo sciacallo - Nightcrawler (Nightcrawler)
  - Patricia Arquette - Boyhood
  - Carrie Coon - L'amore bugiardo - Gone Girl (Gone Girl)
  - Keira Knightley - The Imitation Game
  - Emma Stone - Birdman
- 2015 - Jennifer Jason Leigh – The Hateful Eight
  - Olivia Cooke – Quel fantastico peggior anno della mia vita (Me and Earl and the Dying Girl)
  - Helen Mirren – L'ultima parola - La vera storia di Dalton Trumbo (Trumbo)
  - Kristen Stewart – Sils Maria (Clouds of Sils Maria)
  - Alicia Vikander – The Danish Girl
- 2016 - Michelle Williams – Manchester by the Sea
  - Judy Davis – The Dressmaker - Il diavolo è tornato (The Dressmaker)
  - Greta Gerwig – Le donne della mia vita (20th Century Women)
  - Lily Gladstone – Certain Women
  - Nicole Kidman – Lion - La strada verso casa (Lion)
- 2017 - Allison Janney - Tonya (I, Tonya) (ex aequo) Laurie Metcalf - Lady Bird
  - Bria Vinaite - Un sogno chiamato Florida (The Florida Project)
  - Catherine Keener - Scappa - Get Out (Get Out)
  - Holly Hunter - The Big Sick - Il matrimonio si può evitare... l'amore no (The Big Sick)
- 2018 - Nicole Kidman - Boy Erased - Vite cancellate (Boy Erased)
  - Nina Arianda - Stan & Ollie
  - Zoe Kazan - La ballata di Buster Scruggs (The Ballad of Buster Scruggs)
  - Thomasin McKenzie - Senza lasciare traccia (Leave No Trace)
  - Alia Shawkat - Blaze
- 2019 - Zhao Shuzhen - The Farewell - Una bugia buona (The Farewell)
  - Laura Dern - Storia di un matrimonio (Marriage Story)
  - Thomasin McKenzie - Jojo Rabbit
  - Florence Pugh - Piccole donne (Little Women)
  - Octavia Spencer - Luce

### Anni 2020-2029
- 2020 - Yoon Yeo-jeong - Minari
  - Marija Bakalova - Borat - Seguito di film cinema (Borat: Subsequent Moviefilm)
  - Ellen Burstyn - Pieces of a Woman
  - Olivia Cooke - Sound of Metal
  - Amanda Seyfried - Mank
- 2021 - Ruth Negga - Due donne - Passing (Passing)
  - Ariana DeBose - West Side Story
  - Cate Blanchett - La fiera delle illusioni - Nightmare Alley (Nightmare Alley)
  - Ann Dowd - Mass
  - Martha Plimpton - Mass
- 2022 - Kerry Condon - Gli spiriti dell'isola (The Banshees of Inisherin)
  - Stephanie Hsu - Everything Everywhere All at Once
  - Jamie Lee Curtis - Everything Everywhere All at Once
  - Nina Hoss - Tár
  - Lashana Lynch - The Woman King
- 2023 - Rachel McAdams - Ci sei Dio? Sono io, Margaret (Are You There, God? It's Me, Margaret)
  - Da'Vine Joy Randolph - The Holdovers - Lezioni di vita (The Holdovers)
  - Jodie Foster - Nyad - Oltre l'oceano (Nyad)
  - Sandra Hüller - La zona d'interesse (The Zone of Interest)
  - Julianne Moore - May December
- 2024 - Ariana Grande - Wicked
  - Joan Chen - Dìdi
  - Jessie Buckley - Cattiverie a domicilio (Wicked Little Letters)
  - Danielle Deadwyler - The Piano Lesson
  - Natasha Lyonne - His Three Daughters